# Beauce (district électoral)
Pour les articles homonymes, voir Beauce.
Circonscription électorale provinciale du Canada
Beauce est un ancien district électoral provincial du Québec qui a existé de la confédération jusqu'en 1973. Il a été remplacé par les circonscriptions électorales de Beauce-Nord et de Beauce-Sud en 1973.

## Liste des députés

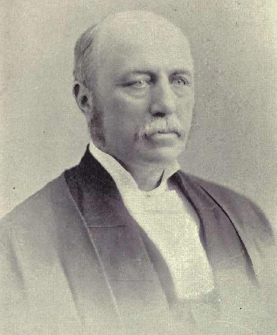
Jean Blanchet a été député de la circonscription, pour le Parti conservateur du Québec de 1881 à 1891

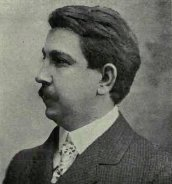
Henri Sévérin Béland a été député de la circonscription, pour le Parti libéral du Québec de 1897 à 1902

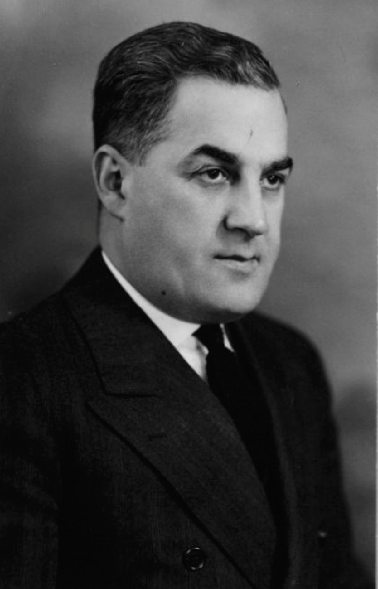
Henri-René Renault a été député de Beauce pour le Parti libéral du Québec de 1939 à 1944

|  | 1867 - 1871 | Christian Henry Pozer | Libéral                   |
|  | 1871 - 1874 | Christian Henry Pozer | Libéral                   |
|  | 1874 - 1875 | François-Xavier Dulac | Conservateur              |
|  | 1875 - 1878 | François-Xavier Dulac | Conservateur              |
|  | 1878 - 1881 | Joseph Poirier        | Libéral                   |
|  | 1881 - 1882 | Jean Blanchet         | Conservateur              |
|  | 1882 - 1886 | Jean Blanchet         | Conservateur              |
|  | 1886 - 1890 | Jean Blanchet         | Conservateur              |
|  | 1890 - 1891 | Jean Blanchet         | Conservateur              |
|  | 1892 - 1897 | Joseph Poirier        | Conservateur              |
|  | 1897 - 1900 | Henri Sévérin Béland  | Libéral                   |
|  | 1900 - 1902 | Henri Sévérin Béland  | Libéral                   |
|  | 1902 - 1904 | Arthur Godbout        | Libéral                   |
|  | 1904 - 1908 | Arthur Godbout        | Libéral                   |
|  | 1908 - 1912 | Arthur Godbout        | Libéral                   |
|  | 1912 - 1916 | Arthur Godbout        | Libéral                   |
|  | 1916 - 1919 | Arthur Godbout        | Libéral                   |
|  | 1919 - 1921 | Arthur Godbout        | Libéral                   |
|  | 1921 - 1923 | Joseph-Hugues Fortier | Libéral                   |
|  | 1923 - 1927 | Joseph-Hugues Fortier | Libéral                   |
|  | 1927 - 1929 | Joseph-Hugues Fortier | Libéral                   |
|  | 1929 - 1931 | Joseph-Édouard Fortin | Libéral                   |
|  | 1931 - 1935 | Joseph-Édouard Fortin | Libéral                   |
|  | 1935 - 1936 | Vital Cliche          | Action libérale nationale |
|  | 1936        | Raoul Poulin          | Union nationale           |
|  | 1937 - 1939 | Joseph-Émile Perron   | Union nationale           |
|  | 1939 - 1944 | Henri-René Renault    | Libéral                   |
|  | 1944 - 1945 | Édouard Lacroix       | Bloc populaire            |
|  | 1945 - 1948 | Georges-Octave Poulin | Union nationale           |
|  | 1948 - 1952 | Georges-Octave Poulin | Union nationale           |
|  | 1952 - 1956 | Georges-Octave Poulin | Union nationale           |
|  | 1956 - 1960 | Georges-Octave Poulin | Union nationale           |
|  | 1960 - 1962 | Fabien Poulin         | Libéral                   |
|  | 1962 - 1966 | Paul-Émile Allard     | Union nationale           |
|  | 1966 - 1970 | Paul-Émile Allard     | Union nationale           |
|  | 1970 - 1973 | Fabien Roy            | Ralliement créditiste     |